# 올리 푸하카
리스토 올리 페테르 푸하카(핀란드어: Risto Olli Petter Puhakka, 1916년 4월 11일~1989년 1월 28일)는 핀란드의 공군 군인이다. 제2차 세계 대전 당시 에이스 전투조종사로 공인된 격추수는 42기다.

## 생애
소르타발라에서 태어난 푸하카는 제26, 30, 28, 24, 32비행대대에서 복무했다. 겨울전쟁 때 소련 군용기 5½기를 격추시켜 에이스가 되었다. 푸하카는 전쟁 내내 최전선에서 활동적으로 전투비행을 했다.
총 401회 출격하여 적기 42기를 격추했다. 탑승 기체는 포커 D.XXI, 피아트 G.50 프레키아, 메서슈미트 Bf 109G이다. 1944년 12월 21일 만네르헤임 십자장을 수훈했다. 1946년 공군에서 퇴역하여 민항기 비행사로 일하다가 1971년 은퇴했다.

## 수훈
- 만네르헤임 십자장 2등급(1944년 12월 21일)

## 참고 문헌
- Keskinen, Kalevi; Stenman, Kari and Niska, Klaus. Hävittäjä-ässät (Finnish Fighter Aces) (in Finnish). Espoo, Finland: Tietoteas, 1978. ISBN 951-9035-37-0.
- Stenman, Kari and Keskinen, Kalevi. Finnish Aces of World War 2 (Aircraft of the Aces 23). Oxford, UK: Osprey Publishing, 1998. ISBN 1-85532-783-X.